# Cal Claro
Cal Claro és un edifici del municipi del Molar (Priorat) inclosa en l'Inventari del Patrimoni Arquitectònic de Catalunya.

## Descripció
Es tracta d'un edifici bastit de paredat, amb part de maó, arrebossat i pintat, cobert per una teulada a dos vessants. A la façana s'obren tres portes a la planta baixa, un balcó a l'entresolat, quatre balcons al primer pis i un balconet i tres finestres a les golfes. La porta principal és en arc de mig punt, el qual és ocupat per un forjat que conté la data de 1892 i les lletres "G R". La construcció no presenta elements d'interès.

## Història
El nom de cal Claro sembla remuntar-se als temps inicials del poble, atès que, dins el reduït sector antic, hi ha una casa que es coneix per cal Claro Vell, en contraposició a la nova edificació. Aquesta fou bastida -com en el cas de cal Coco -molt a prop de la casa mare, just en uns moments que l'economia comarcal iniciava un fort descens per causa de la fil·loxera. L'edifici presenta l'interès d'ésser construït d'acord amb els models vigents a les darreries de segle, però amb elements o pautes constructives ben tradicionals, tals com la presència d'un entresòl.